# Epidromia suffusa
Epidromia suffusa là một loài bướm đêm trong họ Erebidae.